# رایانه بیسبال
رایانه بیسبال (به انگلیسی: Computer Baseball) یک بازی ویدئویی ورزشی و شبیه‌سازی رایانه‌ای می‌باشد که در سال ۱۹۸۱ توسط شرکت استراتژیک سیمولیشنز تولید و منتشر شد. این بازی برای پلتفرم‌های مختلفی از جمله آمیگا، اپل ۲، آتاری ۸-بیت، کمودور ۶۴، داس، مکینتاش عرضه گردید.
بازیباز می‌تواند از بین ۱۴ تیم لیگ بیسبال آمریکای شمالی، تیم مورد نظر خود را انتخاب و مسابقه‌ای برگزار کند. مسابقات در این بازی به صورت دو بازیباز علیه یکدیگر، یا یک بازیباز در مقابل رایانه یا به شکل مسابقه بین دو تیم با هدایت رایانه برگزار می‌شود.
گیم پلی بازی محدود به مدیریت تیم انتخابی می‌باشد، مانند: تنظیم ترکیب تیم، تعویض‌های حین بازی، موقعیت‌های دفاعی و هجومی تیم و ...

## بازتاب‌ها
بازی رایانه بیسبال بازخوردهای مثبتی از منتقدان دریافت کرد و در سومین دوره انتخاب Arkie Award که از سوی مجله الکترونیک گیمز برگزار می‌شد، عنوان برترین بازی ورزشی رایانه‌ای سال ۱۹۸۲ را به دست آورد. مجله کامپیوتر گیمینگ ورلد در سال ۱۹۸۵ با اشاره سال‌های حضور این بازی در بازار، این محصول را همچنان به عنوان یکی از بهترین بازی‌های موجود اعلام کرد. مجله Ahoy! در سال ۱۹۸۶ بازی را ستود و به تعداد زیاد دیسک‌های مکمل عرضه شده توسط شرکت سازنده هم اشاره کرد.